# Bruce Harris

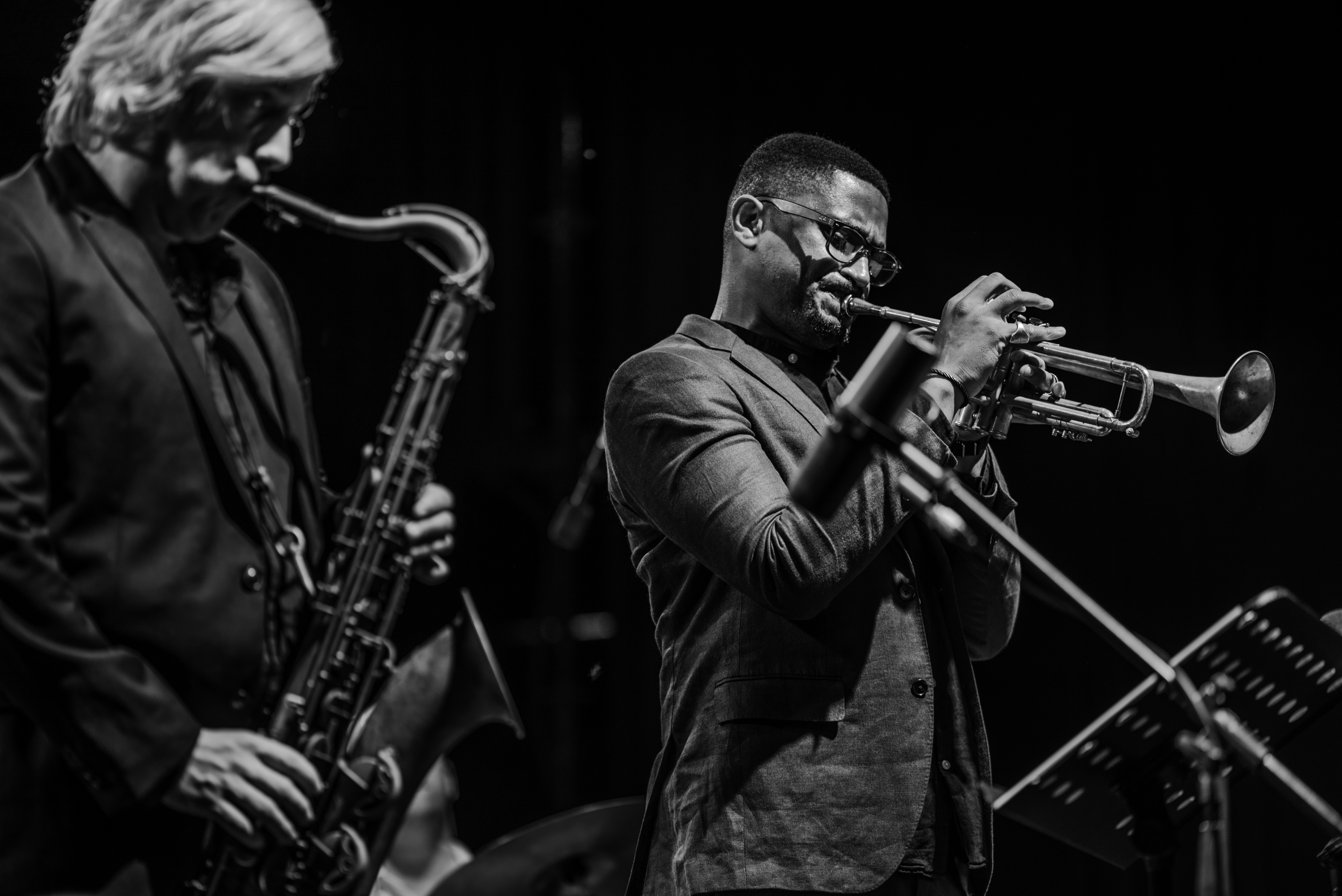
Bruce Harris mit Grant Stewart (links) auf dem Festival Internacional de Jazz de Punta del Este in Maldonado, Uruguay.

Bruce Harris (* 5. September 1979 in der Bronx, New York City) ist ein US-amerikanischer Jazzmusiker (Trompete, Komposition), der in der Hardbop-Tradition spielt.

## Leben und Wirken
Harris’ Begeisterung für Musik kam auf, nachdem er in seiner Kindheit Spike Lees Film Mo’ Better Blues gesehen hatte. Mit 13 Jahren begann er, beeinflusst von der Musik Charlie Parkers, Miles Davis’, Clifford Browns und Dizzy Gillespies Trompete zu lernen. Erste Auftritte hatte er beim Wettbewerb Essentially Ellington während seiner Junior-Highschool-Zeit; das führte zu einem Gastspiel mit Wynton Marsalis. Er besuchte das Conservatory of Music am Purchase College, an dem er bei Jon Faddis studierte. Nach dem Erwerb des Bachelor of Fine Arts 2004 arbeitete er in der New Yorker Jazzszene mit Musikern wie Marcus Strickland, Dave Brubeck und mit Bigbands (Ghost Bands) wie dem Artie Shaw Orchestra  und dem Glenn Miller Orchestra.
Im Jahr 2008 war Harris als Mitglied der Formation Interplay Sieger beim jährlich stattfindenden ICA/SF State International Competition. Außerdem leitete er in den folgenden Jahren ein eigenes Quartett, mit dem er in New Yorker Spielstätten auftrat. Weiterhin arbeitete er mit Winard Harpers Sextett und Kendrick Olivers New Life Jazz Orchestra. 2009 erwarb er am Conservatory of Music (Purchase College) den Masterabschluss in Jazz Performance. 2016 spielte Harris sein Debütalbum Beginnings (Posi-Tone) ein, an dem Dmitry Baevsky, Andy Farber, Grant Stewart, Jerry Weldon, Frank Basile als Gastmusiker sowie, Michael Weiss (p), Clovis Nicolas (kb) und Pete Van Nostrand (dr) mitwirkten. Im Bereich des Jazz war er zwischen 2008 und 2024 an 25 Aufnahmesessions beteiligt, u. a. mit Matt Garrison, Hinton Battle/Count Basie Orchestra, Nick Hempton, Aaron Diehl, Herlin Riley (New Direction) und Emmet Cohen (Vibe Provider). Ende der 2010er-Jahre leitete Harris ein Quintett, dem Grant Stewart (Tenorsaxophon), Ehud Asherie (Piano), Paul Sikivie (Bass) und Jason Brown (Drums) angehören. 2021 legte er das Album Soundview vor, an dem Sullivan Fortner, David Wong und Aaron Kimmel mitgewirkt hatte.
Der Jazztrompeter ist nicht mit dem Jazz-Bassisten Kevin Bruce Harris zu verwechseln.